# 李西閩
李西閩（1966年11月—），是中華人民共和國的一位恐怖小說家。

## 生平
李西閩出生於长汀县河田镇的一个山村中。因为家境窮困，吃不飽飯，他在8岁那年的夏天從家裡偷走五塊錢，離家出走。錢花光後沿著鐵路乞討，後來被警察送回家中。他讀高中時发表了第一篇小说，得到了12元稿費。高考落榜後，隨大伯学箍桶，後來又和堂叔學做泥水匠。當時他每天只能挣两块钱，因此每日酗酒，花光了工钱。店家的女儿因而劝他去從軍。他在中華人民共和國空军服役21年，期間仍堅持寫作。
2008年5月，李西闽去银厂沟鑫海山庄创作小說《迷雾战舰》，12日下午汶川大地震發生，他和其他六個人被埋入废墟中，76小時後獲救，是七人中唯一獲救的。
因為大地震的緣故，他罹患抑郁症和創傷後遺症，害怕獨處，不敢坐地铁。他依據自己的經歷寫下了长篇散文《幸存者》，後來又創作了汶川大地震題材的长篇小说《救赎》。他用《幸存者》的版税资助了一些汶川贫困家庭，使得一些孩子能夠上得起学。他也因《幸存者》获第七届“华语文学传媒大奖年度散文家奖”。
2012年9月7日凌晨2点多，长汀警方接到李西闽的上海朋友報警，稱他在微博上得知李有意自殺。當地警察据李西闽微博上发布的一张照片於3点半在长汀宾馆找到了李。當時他服下了安眠藥，但意识尚清醒。事後，李西闽在微博道歉。

## 作品
他出版過30多部小說，包括《死亡之书》、《狗岁月》、《血钞票》、《崩溃》、《巫婆的女儿》、《温暖的人皮》、《唐镇三部曲》、《宝贝回家》、《姐姐的墓园》。